# Баошань
Баоша́нь (кит. спр. 保山市, піньїнь: Bǎoshān Shì) — місто-округ в південнокитайській провінції Юньнань.

## Географія
Баошань розташовується на заході Юньнань-Гуйчжоуського плато та у горах Гендуаншань — висота понад 1000 метрів над рівнем моря нівелює спекотний клімат низьких широт. Лежить на річці Салуїн.

### Клімат
Місто знаходиться у зоні, котра характеризується океанічним кліматом субтропічних нагір'їв. Найтепліший місяць — червень із середньою температурою 20.6 °C (69 °F). Найхолодніший місяць — січень, із середньою температурою 8.9 °С (48 °F).
| Клімат Баошаня (район Лун'ян) | Клімат Баошаня (район Лун'ян) | Клімат Баошаня (район Лун'ян) | Клімат Баошаня (район Лун'ян) | Клімат Баошаня (район Лун'ян) | Клімат Баошаня (район Лун'ян) | Клімат Баошаня (район Лун'ян) | Клімат Баошаня (район Лун'ян) | Клімат Баошаня (район Лун'ян) | Клімат Баошаня (район Лун'ян) | Клімат Баошаня (район Лун'ян) | Клімат Баошаня (район Лун'ян) | Клімат Баошаня (район Лун'ян) | Клімат Баошаня (район Лун'ян) |
| Показник                      | Січ.                          | Лют.                          | Бер.                          | Квіт.                         | Трав.                         | Черв.                         | Лип.                          | Серп.                         | Вер.                          | Жовт.                         | Лист.                         | Груд.                         | Рік                           |
| Середній максимум, °C         | 16                            | 17                            | 21                            | 23                            | 25                            | 25                            | 24                            | 25                            | 25                            | 22                            | 19                            | 17                            | 21                            |
| Середня температура, °C       | 9                             | 10                            | 13                            | 16                            | 19                            | 21                            | 21                            | 21                            | 20                            | 17                            | 13                            | 10                            | 15                            |
| Середній мінімум, °C          | 1                             | 3                             | 5                             | 9                             | 14                            | 17                            | 18                            | 17                            | 15                            | 12                            | 7                             | 2                             | 10                            |
| Норма опадів, мм              | 15                            | 27                            | 37                            | 41                            | 64                            | 144                           | 164                           | 178                           | 127                           | 125                           | 32                            | 17                            | 971                           |
| ----------------------------- | ----------------------------- | ----------------------------- | ----------------------------- | ----------------------------- | ----------------------------- | ----------------------------- | ----------------------------- | ----------------------------- | ----------------------------- | ----------------------------- | ----------------------------- | ----------------------------- | ----------------------------- |
| Джерело: Weatherbase          |                               |                               |                               |                               |                               |                               |                               |                               |                               |                               |                               |                               |                               |

## Адміністративний поділ
Міський округ поділяється на 1 район, 1 місто і 3 повіти:
| Карта                              | Карта  | Карта    | Карта            |
| ---------------------------------- | ------ | -------- | ---------------- |
| Тенчун Лун'ян Чаннін Лунлін Шидянь |        |          |                  |
| Статус                             | Назва  | Оригінал | Населення (2020) |
| Район                              | Лун'ян | 隆阳区   | 903 081          |
| Місто                              | Тенчун | 腾冲市   | 642 481          |
| Повіт                              | Лунлін | 龙陵县   | 272 769          |
| Повіт                              | Чаннін | 昌宁县   | 319 858          |
| Повіт                              | Шидянь | 施甸县   | 293 022          |

## Транспорт
У місті є аеропорт.